# 陳婉雯

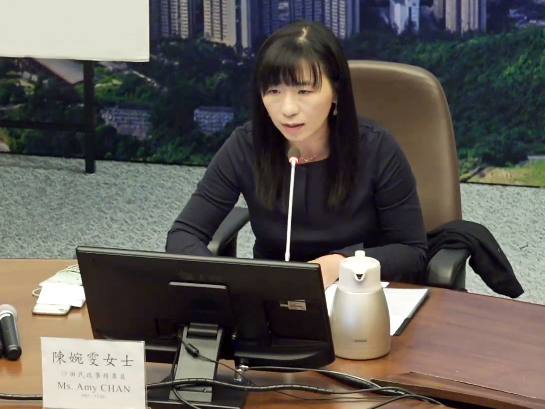
陳婉雯出席2020年新一屆沙田區議會首次會議

陳婉雯，JP（1971年9月7日—），香港公務員，曾擔任沙田民政事務專員，現任運輸及物流局副秘書長。陳於1994年加入香港政府擔任貿易主任，及後轉任政務主任，並曾於多個政策局及部門工作，包括前工業署、前教育統籌科、前經濟發展及勞工局等。

## 任內爭議

### 於2018年3月香港立法會補選剝奪多名候選人資格
於2018年3月香港立法會補選，陳擔當新界東地方選區選舉主任，並剝奪兩名參選人，包括社區網絡聯盟劉頴匡和沙田區議員陳國強的參選資格。其後劉要求與陳婉雯會面，但未獲回應。其後，劉穎匡作出選舉呈請，確定陳婉雯不給予解釋機會，屬程序不當。

### 被指拒絕和議員溝通
於2019年香港區議會選舉，泛民主派取得沙田區議會絕大部份議席，但作為沙田民政專員的陳婉雯，被民主派批評拒絕溝通。區議員黎梓恩於2020年首次沙田區議會會議中透露，其他區議會的議員於11月投票日後不久已與當區民政專員溝通，但「選舉期到而家」（2020年1月3日）才見到陳婉雯。另一區議員吳錦雄表示，於12月曾多次追問陳首次會議的日期，但遲遲未獲回覆。陳諾恒批評，區議員的立場可以與政府南轅北轍，但民政處有責任與區議員溝通，認為陳婉雯今日才現身，是未有盡責。

### 拒絕為反對逃犯條例修訂草案運動當中逝世的人默哀
在2020年1月3日沙田區議會首次會議時，區議會主席程張迎動議為2019年反對逃犯條例修訂草案運動犧牲的抗爭者默哀，並得到所有民主派議員支持。惟莫錦貴及林港坤離席抗議；陳婉雯亦拒絕默哀站立， 被區議員許銳宇批評此舉冷血，認為犧牲的人士不一定被判罪，可能是對社會失望而輕生，認為基於人道理由應參與默哀。另一區議員李志宏指出，昨日西貢及中西區區議會會議上，秘書處亦一同參與默哀，譴責沙田民政處不合作。

### 被質疑無法履行沙田民政專員之職責
在2020年新一屆沙田區議會首次會議時，有區議員發現無法進入秘書處；而丘文俊亦表示過往民政事務專員於開會前會找區議員商談會務，但今屆沒有這樣做；陳甚至限制議員行動，連去洗手間或休息室也需要登記。鄭仲恆更諷刺指議員證根本無作用，指 「拎住張議員證，廁所又去唔到，拎出街警察又唔理你」。然而，陳婉雯回應指民選議員人數歷來最多，無法一一回應，而同時指出因為社會動盪，政府辦公室為安全起見要關門。

## 資料來源
1. 1 2  香港政府布政司署. . 香港: 香港政府. 1996-07-01: 58.
2. ↑  [040_CHI.html ] 请检查|url=值 (帮助). https://tel.directory.gov.hk/0256000018_CHI.html.   [2020-01-03]. （原始内容存档于2020-01-03）. 外部链接存在于|work= (帮助)
3. ↑  Https://Www.post852.com, 852郵報. . 852郵報. 2018-02-01  [2020-01-03]. （原始内容存档于2020-01-03） （中文（香港））.
4. ↑  . www.info.gov.hk.   [2020-01-03]. （原始内容存档于2019-10-30）.
5. ↑  . Apple Daily 蘋果日報.   [2020-01-03]. （原始内容存档于2020-01-03）.
6. ↑  朱棨新. . 香港01. 2019-09-13  [2020-01-03]. （原始内容存档于2020-01-03） （中文（香港））.
7. 1 2  . 香港獨立媒體網.   [2020-01-03]. （原始内容存档于2020-01-03）.
8. ↑  . 立場新聞. 2020-01-03  [2020-01-03]. （原始内容存档于2020-01-04）.
9. ↑  . 東方日報. 2020-01-03. （原始内容存档于2020-01-03）.
10. ↑  . 蘋果日報. 2020-01-03. （原始内容存档于2020-01-03）.

| 香港政府职务  | 香港政府职务                                                                    | 香港政府职务  |
| ------------- | ------------------------------------------------------------------------------- | ------------- |
| 前任： 林雅雯 | 運輸及物流局副秘書長 2023年7月3日至今 與黃珮玟、葉海鷹、 麥震宇及洪思敏共同在任 | 現任          |
| 前任： 施金獎 | 海事處副處長 2021年10月4日-2023年6月30日 與王世發共同在任                       | 繼任： 林瑞萍 |
| 前任： 梁子琪 | 大學教育資助委員會秘書處副秘書長 2020年6月15日-2021年9月30日 與梁思灝共同在任   | 繼任： 吳文裕 |
| 前任： 何麗嫦 | 沙田民政事務專員 2016年11月7日-2020年6月14日                                    | 繼任： 黃展翹 |